# Santu Stèfanu di Camastra

Ubicació de Santu Stèfanu di Camastra dins de la província

Santu Stèfanu di Camastra (italià: Santo Stefano di Camastra) és un municipi italià, dins de la ciutat metropolitana de Messina. L'any 2009 tenia 4.508 habitants. Limita amb els municipis de Caronia, Mistretta i Reitano.

## Administració
| Període | Identitat            | Partit        |
| ------- | -------------------- | ------------- |
| 2008-   | Giuseppe Mastrandrea | Llista cívica |